# Ermita de la Virgen del Pueyo
La ermita de la Virgen del Pueyo de Villamayor de Gállego, en Zaragoza, Aragón, España, es una Santuario Mudéjar del siglo XV, su construcción es típica mudéjar en ladrillo.
Son notables al exterior del edificio los grandes contrafuertes de ladrillo que sustentan el edificio.
La construcción de este santuario lleva consigo la leyenda del pastor Gerardo, al cual se la apareció la Virgen, pidiéndole que construyera una Ermita en el paraje del Monte del Pueyo, su construcción fue fallida en varias ocasiones debido a que los constructores pretendieron construir la ermita en otro lugar diferente al indicado, derrumbándose el edificio una y otra vez, hasta que se optó por construirlo en su actual emplazamiento.
El Santuario se encuentra bien conservado, siendo atendido por unas monjas que se ocupan de su custodia y mantenimiento.
En el interior encontramos varios recintos concéntricos, decorados con cuadros y tallas policromadas, típicas de Santuarios Marianos de este tipo.
La capilla es una simple nave con varias capillas en los laterales, dicha nave se encuentra en el centro de un amplio pasillo que la circunda.
A la entrada de la Ermita se encuentra una reliquia en honor a Santa Lucía, protectora de la vista.
Junto al Santuario se encuentra la Antigua Hospedería, restaurada recientemente, cedida por la Duquesa de Híjar dueña también de las tierras circundantes, la Duquesa como última voluntad donó edificio y tierras al pueblo de Villamayor.